# موریتس فون یاکوبی
موریتس فون یاکوبی (به روسی: Борис Семёнович (Морис-Герман) Якоби) (زادهٔ ۲۱ سپتامبر ۱۸۰۱ – درگذشتهٔ ۱۰ مارس ۱۸۷۴) دانشمند یهودی پروس و روس در زمینهٔ فیزیک و مهندسی بود. او که عمدتا در امپراتوری روسیه کار می‌کرد، آبکاری الکتریکی، موتورهای الکتریکی و تلگراف سیمی را توسعه داد. 